# لکه‌های بیتوت
لکه‌های بیتوت (فرانسوی: Tache de Bitôt‎؛ ‏ تلفظ صحیح: لکه‌های بیتو) تجمع کراتین است که به صورت سطحی در ملتحمه چشم انسان قرار دارد. این لکه‌ها می‌تواند بیضی، مثلثی یا نامنظم باشد. لکه‌ها نشانه کمبود ویتامین آ هستند و با خشک شدن قرنیه مرتبط هستند. در سال ۱۸۶۳، پزشک فرانسوی پیر بیتو (۱۸۲۲–۱۸۸۸) نخستین بار این لکه‌ها را توصیف کرد. لکه‌ها ممکن است تحت درمان جایگزین کاهش یابد. در مصر باستان، این عارضه با جگر حیوانات، که منبع ذخیره ویتامین آ است، درمان می‌شد.

## علل
علت اصلی لکه بیتوت کمبود ویتامین آ است. به ندرت، پلاگر به دلیل کمبود ویتامین ب۳ (نیاسین) نیز ممکن است باعث ایجاد لکه‌های بیتوت شود. همچنین می‌تواند توسط کلستیرامین ایجاد شود، که یک اسید صفراوی است که می‌تواند جذب ویتامین‌های محلول در چربی (ویتامین‌های A, D، E, K) را کاهش دهد.

## درمان
کمبود ویتامین آ عموماً با مکمل‌های خوراکی ویتامین آ درمان می‌شود. بهبود لکه‌های بیتوت با دوز بالای ویتامین آ دیده می‌شود. لکه‌های بیتوت که به درمان با ویتامین آ پاسخ نمی‌دهند ممکن است با جراحی برداشته شوند.